# Fatal Model
Fatal Model é uma  plataforma de anúncios de acompanhantes. Criada em 2016 na cidade de Pelotas no estado do Rio Grande do Sul, atualmente é um dos sites de conteúdo adulto mais acessado do Brasil.
Com o crescimento da  plataforma, esta passou a ser controlada pelo Grupo Fatal Model, que também é proprietário do Deal Talk, um aplicativo que promete "negociações rápidas e seguras, de forma sigilosa"; do Acompanhadas, podcast de conversas sobre sexo e sexualidade; do Fatal Model Shop, loja oficial da plataforma; do Rooms, que oferece locais para atendimento por acompanhantes; e do Fatalguia, um guia de boates, bares e casas noturnas em todo o Brasil.

## História
A Fatal Model nasceu como startup, na cidade de Pelotas, em 2016. O site veicula anúncios de acompanhantes (homens, mulheres, travestis, trans e outros). A empresa foi criada por três pessoas, que inicialmente não se pronunciaram, por estarem envolvidas com outros negócios. Algumas fontes apontam Jean Felipe Garcia Quadro e Marcelo Goebel Machado como sócios-fundadores.
Em 2020, a Fatal contava com 25 mil profissionais cadastrados. No mesmo ano, a empresa registrou 3 milhões de clientes, 50 mil anunciantes ativos e faturamento de R$ 70 milhões. Em 2024, o faturamento da Fatal Model cresceu em 124%, em relação ao ano anterior, chegando a R$ 85 milhões. A plataforma anunciou pretender captar R$ 50 milhões a fim de triplicar seu faturamento, até 2025. Também anunciou planos de expansão para países como México, Reino Unido e Alemanha. Foi especulado que a Fatal Model abriria seu capital na bolsa de valores, mas a informação foi negada pela empresa. Apesar do recorde de lucros, a Fatal afirma que realoca 100% do faturamento para sua manutenção e crescimento, sem distribuição para os sócios.

## Funcionamento

### Modelo de negócios
Seu modelo de negócios é similar a sites como OLX e Mercado Livre. A receita  vem principalmente dos anúncios de acompanhantes. Entre os serviços disponibilizados, estão prostituição e performances eróticas por webcam. O site disponibiliza uma série de filtros aos usuários; por etnia, idade, cidade, cachê e gênero. Em janeiro de 2024, o preço dos planos oferecidos variavam entre R$ 19,90 a R$ 429,90. No plano mais caro, a Fatal oferece anúncio grande, galeria de fotos e espaço para informações adicionais. Promete ainda "até 10 vezes mais visitas". Além da assinatura mensal, também é possível adquirir impulsionamentos avulsos e utilizar o site de graça. De acordo com a plataforma, até 2024 foram feitos três ajustes de preço. Segundo a empresa, seus funcionários são proibidos de falar palavrão, fazer brincadeiras sobre sexo ou elogiar acompanhantes. A empresa também gera material educativo sobre sexo.
Em 2022, a Fatal Model foi alvo de uma "campanha de descontentamento", movida pelos anunciantes (acompanhantes), com as funcionalidades da plataforma, incluindo o alto preço dos planos. As campanhas continuaram nos anos seguintes. Entre as reclamações, está principalmente a falta de regulação; como a incapacidade de verificar a posição dos anúncios na plataforma, taxas abusivas até para mudar informações básicas no perfil, formação de monopólio, que cria um ambiente competitivo e força as acompanhantes a aceitarem valores mais baixos do que o normal, e que a negociação dos preços é feita principalmente por WhatsApp, com a Fatal  “não [tendo] ciência e nem controle sobre como as negociações são dadas, muito menos sobre valores e condições de pagamento”.

### Imagem pública
O slogan da Fatal Model, muito usado em suas campanhas publicitárias, é "segurança, respeito e empoderamento". Em 2021, seu logotipo foi atualizado. A Fatal possui um blog e um canal do YouTube. Nina Sag, atual diretora de comunicação do grupo, entrou na Fatal Model em 2017 como acompanhante. Em 2020, tornou-se colunista do blog da empresa e em seguida ganhou seu atual cargo. Ela também apresenta o podcast Acompanhadas desde 2023.
Desde 2020, a Fatal Model trabalha com "embaixadores", pessoas que oficialmente representam sua marca em eventos, canais do YouTube e outros. A lista de embaixadores é:
- Kelly Medeiros[21]
- Victoria Dornelles[22]
- Lola Poltronieri[23]
- Gabe Spec[24]

### Segurança
Há diversos sistemas de segurança dentro da plataforma. Para se cadastrar, cada acompanhante  deve fornecer número de celular, enviar documentos de identidade (CPF, RG ou CNH) e gravar um vídeo com documento de identificação perto do rosto dizendo: "Sou acompanhante e quero anunciar no Fatal Model". Também há medidas de segurança para os clientes. A empresa exige documento de identidade e um vídeo de apresentação, além de usar programa de reconhecimento facial.
Apesar disso, em 2023 a Security Discovery afirmou que foram encontradas 14,6 milhões de entradas, com um tamanho total de 19,1 GB, com dados como nomes, e-mails, telefones, detalhes de contas e informações sobre dispositivos tanto das acompanhantes quanto dos clientes. Nesse montante, também havia mais de 68 mil imagens e vídeos de verificação de acompanhantes datando de 2022 e 2023. Além disso, foram encontradas chaves de acesso para outro banco de dados de 700 GB. Os dados estavam nos servidores da Amazon Web Services. A Fatal Model afirmou que contratou dois dos maiores especialistas em dark web do Brasil para averiguar o caso e concluiu que os dados não haviam vazado. Também informou que utilizava o programa Facetec, usado em bancos. Ainda, a empresa afirmou que parte das informações, como telefones e os vídeos de verificação, são disponibilizadas publicamente na plataforma. Também foi anunciado medidas extras de proteção contra ataques de DDoS.

### Propaganda emarketing
A Fatal Model é conhecida por seu patrocínio a times de futebol, anunciando que o intuito seria a "levar mensagem de respeito e discussão saudável" do mercado de acompanhantes no Brasil. Seus primeiros patrocínios foram acordos pontuais, estampando o logotipo em camisetas nos jogos do Globo, Altos e Portuguesa contra respectivamente o Internacional, Flamengo e Corinthians na Copa do Brasil de 2022. Em seguida, passou a patrocinar times da série C, como Camboriú, Hercílio Luz e Marcílio Dias, e chegou a ter placa publicitária atrás do gol no estádio Mané Garrincha, durante a partida Flamengo x Coritiba. Em 2023, a Fatal ampliou seu patrocínio, participando de oito campeonatos estaduais, nos estados de Sergipe, Ceará, Goiás, Amazonas, Rio de Janeiro, Santa Catarina, Bahia e Rio Grande do Norte, o que levou a a produtora de filmes pornô Brasileirinhas anunciar que também pretendia se associar a times de futebol. Em 2024, a empresa patrocinou os Campeonatos Carioca e Gaúcho, onde foi publicado um vídeo promocional com Sandro Sotilli. Seu slogan e logotipo aparecem comumente em placas publicitárias de LED e nas camisetas dos times. No mesmo ano, a Fatal patrocinou a Seleção Brasileira em jogo contra os Estados Unidos e México, onde teve direito a três minutos de exposição. Sua propaganda foi exibida no momento do gol de Andreas Pereira, que abriu o placar do jogo. Em 2024, o conteúdo publicitário da Fatal já havia aparecido em mais de 600 jogos, somando mais de 33 horas de exibição. Alguns dos times patrocinados pela empresa são o Paysandu, Ipatinga, Tombense, Patrocinense, Uberlândia, Vila Nova, Amazonas, Sampaio Correia, Ponte Preta, Clube de Regatas Brasil e Brusque. Times como o Santa Cruz e o Centro Sportivo Alagoano anunciaram que gostariam ser patrocinados pela Fatal. 
Em fevereiro de 2023, o site passou a patrocinar o Esporte Clube Vitória, de Salvador. De acordo com o site, o patrocínio se dá para lutar contra o preconceito a profissão em times de elite. Além do futebol, a Fatal também patrocina os times de basquete e futsal masculino e feminino do Vitória. A Fatal Model ofereceu  R$ 200 milhões pelos naming rights do time e para mudar seu nome para "Fatal Model Vitória" por dez anos. Como a proposta não foi aceita, a Fatal Model ofereceu R$ 100 milhões para mudar o nome do Estádio Manoel Barradas, o estádio do Vitória, para "Arena Fatal Model Barradão". O anúncio virou meme na internet, com os torcedores criando montagens do suposto novo brasão do time após a mudança de nome. Todavia o negócio acabou por não se concretizar. Segundo nota da Fatal Model, canais de televisão e internet teriam se recusado a mencionar o nome proposto para o estádio — "Arena Fatal Model Barradão" — em suas transmissões. De todo modo, a parceria de negócios com o Vitória prosseguiria. No aniversário do time, a empresa anunciou o sorteio de um Fiat Mobi 0 km. A empresa também ajudou na contratação de Luan. O patrocínio gerou críticas, e nomes como Bruna Surfistinha vieram a público dizer que tinha orgulho da profissão. Em outubro de 2024, a Fatal apoiou a campanha do Vitória "Não Espere, Busque", para auxiliar pessoas desaparecidas.
A Fatal Model também patrocina podcasts, como Inteligência Limitada e Flow Podcast. Em 2022, a startup ganhou maior visibilidade ao exibir um anúncio na edição de 24 de fevereiro do Flow Podcast, durante entrevista de Sergio Moro, então pré-candidato à Presidência da República pelo Podemos. Na ocasião, a Fatal anunciou que não tinha ligação com Moro. Em 8 de fevereiro de 2022, a empresa rompeu contrato com o Flow, depois que o apresentador Monark defendeu a  legalização de um partido nazista.
A Fatal Model distribui camisetas de time através de açoes promocionais como a "Caçada Fatal". Em dezembro de 2024, o Paysandu viralizou ao postar um vídeo sobre a distribuição de camisetas nas redes sociais com elementos do jogo Grand Theft Auto. Em 2024, a Fatal patrocinou os blocos de Carnaval Vou de Táxi e Não Serve o Mestre, em São Paulo, e Empolga às 09, Divinas Tretas e Vem Cá Minha Flor, no Rio de Janeiro. Entre 9 e 13 de setembro de 2024, em São Paulo, a Fatal distribuiu QR Codes na Avenida Faria Lima, durante o happy hour, para atrair investidores.

#### Problemas com anúncios
A Fatal Model vem acumulando críticas ao seu patrocínio a times de futebol, principalmente pela facilidade que crianças e adolescentes teriam para acessar o conteúdo. O site pode ser encontrado logo nas primeiras opções em buscadores como o Google caso haja interesse. Há a necessidade de fazer uma autenticação afirmando que o usuário é maior de 18 anos, o que pode ser facilmente burlada por menores de idade. Enquanto as críticas dos patrocínios das Bets a times de futebol foram levadas adiante pelo governo, em comparação, as da Fatal são largamente ignoradas pelos políticos. De acordo com especialistas em direito consultados pela BBC News Brasil, os patrocínios ferem as leis do consumidor por passar em programas com indicação livre. Os psicólogos infantis consultados afirmaram que o patrocínio caracteriza como violência infantil, pela criança não ter uma estrutura mental plenamente desenvolvida para interpretar os estímulos proporcionados pelo site, podendo criar comportamentos de objetificação da mulher e misoginia. A Fatal respondeu que seu marketing é focado na exposição da marca, sem presença de QR Codes ou outros mecanismos para transformar os telespectadores em clientes. Apesar das afirmações da empresa, de acordo com a SemRush, seu tráfego online em 2024 cresceu em 43%, chegando a 62,2 milhões de visitas.
O patrocínio da Fatal Model ao Vitória foi amplamente criticado, com Uziel Bueno, apresentador do Brasil Urgente, fazendo uma campanha na televisão aberta contra a Fatal e o Vitória desde o dia 10 de fevereiro de 2023. Logo no primeiro programa, Uziel chamou Fábio Mota, presidente do Vitória de "rufião" e criticou Nina Sag enquanto arremessava seu cinto ao chão e exibia vídeos de uma acompanhante no site. A Fatal respondeu pelo Twitter que as declarações foram "misóginas, preconceituosas e violentas". O Vitória também criticou o apresentador, e a Band afirmou que suas opiniões não refletem o pensamento da emissora. A Fatal abriu um processo em 21 de março por difamação por comentários ofensivos às prostitutas, pedindo um ressarcimento de R$ 50 mil. Em resposta, Uziel afirmou que tinha aberto duas ações judiciais contra a Fatal em 27 de fevereiro.
Em 26 de abril de 2024, o advogado Antonio Rodrigo Machado protocolou uma representação no Ministério Público Federal (MPF), Conselho Nacional de Autorregulamentação Publicitária (Conar) e no Programa de Proteção e Defesa do Consumidor (Procon) do Rio de Janeiro para suspender a publicidade da Fatal Model em jogos da Série A. O MPF encaminhou a representação ao Ministério Público da Bahia, que foi indeferida.
Em 11 de setembro, o deputado Otoni de Paula (MDB-RJ) anunciou ter protocolado, na Procuradoria-Geral da República, uma notícia-crime, solicitando a instauração de inquérito para a investigação de prática de crime de favorecimento à prostituição, violação das normas de publicidade e violação do Estatuto da Criança e do Adolescente, por parte da Fatal Model, tendo em vista a veiculação de anúncios da empresa em jogos de futebol e aeronaves.
Em 23 de setembro, no Dia Internacional contra a Exploração Sexual e o Tráfico de Mulheres e Crianças, o deputado Pastor Henrique Vieira (PSOL-RJ) protocolou um projeto de lei que interdita a veiculação de propaganda de serviços de acompanhantes e outros serviços sexuais, em competições esportivas.
Em 16 de setembro, o site ICL Notícias, de Eduardo Moreira, criticou a veiculação de propaganda da Fatal Model no Estádio Olímpico Nilton Santos, conhecido como "Engenhão", no Rio de Janeiro, durante o jogo Botafogo x Corinthians, realizado em 14 de setembro. Na sequência, o Ministério da Justiça notificou o representante legal do Estádio para dar explicações sobre o assunto. Alguns dias depois, em 26 de setembro, um caminhão-baú, com a marca da Fatal Model, estacionou em frente à sede do Instituto Conhecimento Liberta (ICL). Em seguida, os ocupantes do veículo fotografaram o prédio e abordaram pessoas no local. As ações foram registradas em vídeo e consideradas, pelo ICL, como possível tentativa de intimidação contra os jornalistas. A Associação Brasileira de Imprensa, o Instituto Vladimir Herzog, o Sindicato dos Jornalistas Profissionais no Estado de São Paulo (SJSP) e a Federação Nacional dos Jornalistas (Fenaj) repudiaram a abordagem. A porta-voz da Fatal Model, Nina Sag, e o Esporte Clube Vitória, patrocinado pela plataforma, divulgaram outro vídeo, rebatendo as críticas e os termos usados por Eduardo Moreira, com referência indireta às atividades da plataforma: "o grupo que comanda a prostituição, a gente sabe que é a galera mafiosa, que manda matar". A frase foi reiterada por Leandro Demori. Nina também afirmou que a empresa sofreu “acusações caluniosas e difamatórias”.
No mesmo dia da reportagem, a Secretaria Nacional do Consumidor (Senacon) notificou a Confederação Brasileira de Futebol (CBF) e a administração do Estádio Nilton Santos pela publicidade inadequada.
Em 8 de novembro, a Assembleia Legislativa de Alagoas, através da 13ª Promotoria de Justiça, instaurou Procedimento Administrativo para acompanhamento e fiscalização de publicidade do Clube de Regatas Brasil, e recomendou que o clube cessasse sua parceria com a Fatal Model pelo incentivo que as crianças teriam para acessar conteúdo de prostituição.

## Popularidade
Em 2023, a Fatal Model foi o maior site de buscas por profissionais do sexo do Brasil e o segundo maior do mundo. De acordo com a SimilarWeb, em outubro de 2024, a Fatal Model foi o terceiro site pornográfico mais buscado do Brasil, perdendo para o Pornhub e XVideos.

## Cultura popular
Em 2023, no Dia Internacional da Prostituta, a dupla César e Gabriel lançou a canção "Novinha do Fatal",  inspirada na  Fatal Model. A letra enaltece as mulheres  e o serviço oferecido pela plataforma.